# Jesús Noguera
Jesús Noguera Perea (* 3. Mai 1990 in Orihuela) ist ein spanischer Dartspieler.

## Karriere
Jesús Noguera spielte zu Beginn seiner Laufbahn größtenteils E-Dart. 2016 widmete er sich dann vermehrt dem Steeldart. Beim südwesteuropäischen WM-Qualifikationsturnier konnte er bis ins Viertelfinale vordringen. In den zwei Folgejahren scheiterte er jeweils im Finale an Toni Alcinas und ein Jahr später an José de Sousa. Bei seiner dritten Teilnahme an der PDC Qualifying School konnte der Spanier erneut keine Tourkarte gewinnen. Aus diesem Grund spielte er wie bereits im Jahr zuvor auf der Challenge Tour mit, wo er zwei Events gewinnen konnte. Als Zweiter der Challenge Tour Order of Merit erhielt er eine Tourkarte für die PDC Pro Tour. Als Nachrücker nahm er eine Woche später an einem Wochenende an den Players Championships teil. Dort konnte er am zweiten Tag das Achtelfinale erreichen. Beim südwesteuropäischen WM-Qualifikationsturnier schied Noguera erneut gegen Toni Alcinas aus, diesmal im Halbfinale. Bei seiner Premiere bei den UK Open 2020 schied der Spanier direkt in der ersten Runde aus. Auf der Pro Tour ging es im Rahmen der Autumn Series zum ersten Mal ins Viertelfinale. Seinen ersten Sieg auf der European Tour konnte Noguera bei den International Darts Open 2020 in Riesa erspielen. Dort besiegte er Maik Kuivenhoven und in der nächsten Runde Ian White. Im November repräsentierte Noguera zusammen mit Toni Alcinas sein Heimatland beim World Cup of Darts 2020. Nach seinem knappen Sieg zu Beginn über Italien, schied das Duo in der nächsten Runde gegen die Niederlande aus.
Nach Verlust seiner Tour Card Ende 2021 ging Noguera bei der PDC Qualifying School 2022 an den Start. Dabei war er in der Final Stage gesetzt. Er gewann seine Tourkarte jedoch nicht zurück. Er spielte daraufhin die Challenge Tour, die er auf Platz 81 abschloss.
2023 nahm Noguera erneut an der Q-School teil, wobei er sich dieses Mal über die Rangliste für die Final Stage qualifizierte. Eine Tour Card errang er aber auch dieses Mal nicht.
Somit nahm Noguera auch 2024 wieder an der Q-School teil. Mit fünf Punkten schaffte er dabei die Qualifikation für die Final Stage über die Rangliste. In dieser gewann er jedoch lediglich ein Spiel und verpasste somit klar erneut das Ziel Tourkarte.

## Titel

### PDC
- Secondary Tour Events
  - PDC Challenge Tour
    - PDC Challenge Tour 2019: 6